# Sy Brandon
Sy Brandon (* 24. Juni 1945 in New York City) ist ein US-amerikanischer Komponist und Musikpädagoge.
Brandon studierte Musikerziehung am Ithaca College und Komposition an der University of Arizona. Seine Lehrer waren Warren Benson, Elie Siegmeister und Robert McBride. Er war 1973–74 Composer in Residence an der Boise State University und unterrichtete mehr als zwanzig Jahre lang Blechblasinstrumente, Komposition, Orchestration, Musikgeschichte und elektronische Musik an der Millersville University of Pennsylvania.
Neben zahlreichen Preisen für seine Kompositionen für Tuba, Euphonium und andere Blechblasinstrumente erhielt Brandon u. a. erste Preise beim Kappa Gamma Psi Original Composition Contest (1963), beim New England String Ensemble Composition Contest (2000), der Delius Composition Competition (2000) und beim Ithaca College Choral Composition Contest (2000). Seit 1998 wurde er jedes Jahr mit dem 'Special Award der ASCAP ausgezeichnet. Werke Brandons wurden  u. a. von der Tschechischen Nationalphilharmonie, der Bulgarischen Philharmonie und der Philharmonie Kiew aufgenommen. Seine Blasmusik findet sich im Repertoire der US Army, Air Force und Navy. Sein Buch A Composer's Guide to Understanding Music with Activities for Listeners, Interpreters, and Composers erschien bei Co-op Press.